# 2성 장군

NATO 2성 장군 계급의 휘장

2성 장군(2 star general) 또는 2성 제독(2 star admiral) 또는 2성 계급(2 star rank)은 나토 계급 부호 OF-7로 대부분의 군대에서 상급 지휘관을 가리키는데 사용하는 용어이다. 또한 이 용어는 나토 회원국이 아닌 국가의 군대에서도 사용한다. 일반적으로, 2성 장군은 해군, 육군, 공군 등에서 각각 소장의 지위를 가지지만, 중국군의 경우에는 해군, 육군, 공군 등에서 각각 중장의 지위를 가진다.

## 영국 2성 장군
- 해군 소장(Rear Admiral)
- 해병대 소장(Major General)
- 육군 소장(Major General)
- 공군 소장(Air Vice Marshal)[1]

영국 육군 소장 견장
영국 해병대 소장 견장
영국 해군 소장 견장
영국 해군 소장 소매
영국 공군 소장 소매

## 미국 2성 장군
- 해군 소장(Rear Admiral (upper half))
- 해안경비대 소장(Rear Admiral (upper half))
- 연방공공보건서비스부대 의무부총감 및 의무총감 보좌관(소장)(Rear Admiral (upper half)/Deputy Surgeon General or Assistant Surgeon General)
- NOAA 파견부대 소장(Rear Admiral (upper half))
- 해병대 소장(Major General)
- 육군 소장(Major General)
- 공군 소장(Major General)

미국 해군 소장 견장과 소매
미국 해안경비대 소장 견장과 소매
미국 연방공공보건서비스부대 의무부총감 및 의무총감 보좌관(소장) 견장과 소매
미국 NOAA 파견부대 소장 견장과 소매
미국 해병대 소장 견장
미국 육군 소장 견장
미국 공군 소장 견장

## 대한민국 2성 장군
- 육군 : 사단장, 수도방위사령부 부사령관, 특수전사령부 부사령관, 지상작전사령부 참모장, 유도탄사령부 사령관, 육군군수사령부 부사령관, 육군교육사령부 부사령관, 육군 항공사령관
- 해군 : 함대사령관, 해군군수사령관
- 해병대 : 사단장, 해병대사령부 부사령관
- 공군 : 공군군수사령관, 공군교육사령관, 공중전투사령관, 공중기동정찰사령관, 방공관제사령관, 방공유도탄사령관

한국 육군 소장 견장
한국 해군 소장 견장과 수장
한국 해병대 소장 견장
한국 공군 소장 견장

## 같이 보기
- NATO 계급과 휘장
- 군인 계급